# Pratap Singh Shah
Pratap Singh Shah (Gorkha, 16 aprile 1751 – Katmandu, 17 novembre 1777) è stato re del Nepal dal 1775 al 1777.